# 细棘海猪鱼
细棘海猪鱼（学名：Halichoeres tenuispinis）为輻鰭魚綱鱸形目隆頭魚亞目隆头鱼科海猪鱼属的鱼类。分布於西北太平洋的中國、香港、台灣海域，棲息深度可達4公尺，體長可達13.6公分，生活習性不明。该物种的模式产地在中国沿海。此种鱼类的拉丁学名由动物学家阿尔伯特·甘瑟于1862年命名。